# Orchis canariensis
Orchis canariensis is een orchidee. De soort is endemisch op de Canarische Eilanden.
De plant groeit vooral op de voor de eilanden typische verweerde lavabodems.

## Naamgeving enetymologie
- Synoniemen: Orchis patens subsp. canariensis (Lindl.) Asch. & Graebn.

De botanische naam Orchis is Oudgrieks, afkomstig van Theophrastus, en betekent teelbal, naar de dubbele wortelknol. De soortaanduiding canariensis verwijst naar de vindplaats, de Canarische Eilanden.

## Kenmerken

### Habitus
Orchis canariensis is een slanke, 15 tot 40 cm hoge overblijvende geofyt met een wortelrozet met drie tot vijf liggende tot schuin opgaande bladeren, een of twee stengelbladeren en een korte, kegelvormige, dichtbloemige aar met tot twintig bloemen.

### Bladeren
De rozetbladeren zijn tot 18 cm lang, lancetvormig, puntig, ongevlekt en glanzend lichtgroen. De stengelbladeren zijn veel kleiner en stengelomvattend. De schutbladeren zijn langer dan het vruchtbeginsel en in dezelfde kleur als de bloem.

### Bloemen
De bloemen zijn bleek- tot donkerroze. De laterale kelkbladen zijn ovaal, concaaf, met donkere randen en een groene vlek in het midden en staan schuin naar voor en naar boven. Het bovenste kelkblad vormt samen met de smalle bovenste kroonbladen een helmpje.
De lip is tot 17 mm lang, schuin afhangend, plat uitgespreid tot licht bolvormig, drielobbig. De zijlobben zijn uitgespreid tot teruggeslagen, de middenlob iets breder en langer en onderaan licht ingesneden. De lip heeft een blekere centrale zone met rode stippen en strepen bedekt, donkerder gekleurde randen, en aan de basis twee parallelle, in de lengterichting lopende richels die naar het spoor leiden. Het spoor is korter dan het vruchtbeginsel, zakvormig, naar beneden gebogen, met een stompe top.
De bloeitijd is van januari tot april.

## Habitat
Orchis canariensis prefereert vochtige, licht zure, verweerde lavabodems, op zonnige tot licht beschaduwde plaatsen, zoals open plaatsen in maquis, boomheidevegetaties, lichte naaldbossen, ravijnen en rotsige hellingen, vooral plaatsen onder invloed van passaatwinden, op hoogtes van 800 tot 1400 m.

## Verspreiding en voorkomen
Orchis canariensis is endemisch op de Canarische Eilanden. Ze komt voor op alle eilanden behalve op Lanzarote en Fuerteventura. Ze komt slechts plaatselijk voor maar kan zeer abundant zijn.

## Taxonomieenfylogenie
Orchis canariensis is een tetraploïde plant (2n = 84) en blijkt binnen de groep van O.mascula het dichtst verwant met de eveneens tetraploïde O. olbiensis uit het westelijk Middellandse Zeegebied en O. patens uit Ligurië en Noord-Afrika. Vermoedelijk stammen de drie soorten af van een gemeenschappelijke stamvader met een overkoepelend verspreidingsgebied.
Sectie: Masculae

O. anatolica · 
O. brancifortii · 
O. canariensis · 
O. cazorlensis · 
O. ichnusae · 
O. laeta · 
O. langei · 
O. ligustica · 
O. mascula (Mannetjesorchis) · 
O. olbiensis (Kleine mannetjesorchis) · 
O. ovalis · 
O. pallens (Bleke orchis) · 
O. patens · 
O. pauciflora · 
O. pinetorum · 
O. prisca · 
O. provincialis (Stippelorchis) · 
O. quadripunctata · 
O. scopulorum · 
O. sitiaca · 
O. spitzelii · 
O. tenera · 
O. troodi

Sectie: Orchis

O. adenocheilae · 
O. anthropophora (Poppenorchis) · 
O. caucasica · 
O. galilaea · 
O. italica · 
O. militaris (Soldaatje) · 
O. punctulata · 
O. purpurea (Purperorchis) · 
O. simia (Aapjesorchis) · 
O. stevenii · 
O. taubertiana

Hybrides

O. ×angusticruris · 
O. ×hybrida · 
O. ×sezikiana · 
×Orchiaceris melsheimeri 